# Axel Wilhelm Ewert
Axel Wilhelm Ewert, född 25 september 1833 i Göteborgs garnisonsförsamling, död 28 augusti 1888 i Gustavi församling, var en svensk filosofie doktor och lektor vid Chalmerska slöjdskolan i Göteborg.

## Biografi
A. W. Ewert var son till kapten Per Wilhelm Ewert och Albertina Ewert (född Andersfon). Båda från Göteborg.
Han Ewert var lektor vid Chalmerska slöjdskolan i Göteborg (nuvarande Chalmers tekniska högskola)) och undervisade i kemi och kemisk teknologi, samt var bibliotekarie där. Han undervisade också matematik vid realgymnasiet i Göteborg och i varukännedom vid Göteborgs handelsinstitut. Han utgav också en rad olika tekniska skrifter.
Han blev 1877 riddare av Vasaorden.
Axel Wilhelm Ewert var gift två gånger. I första äktenskapet med Teofila Maria Sofia Follin. De hade en dotter. I andra äktenskapet med Charlotta Maria Svalander hade han två söner; Per Johan Tage Ewert, konstnär och Carl Axel Ewert, överstelöjtnant.